# Еволюціонізм в історичній науці
Еволюціонізм в історичній науці  (від лат. evolutio – розгортання, від evoloo – розгортаю) – теоретичний напрям, що інтерпретує історію як різновид еволюційного розвитку, продовження космічної, геологічної та біологічної еволюції. Почав формуватися в середині 19 ст. під впливом теорії Ч.-Р.Дарвіна про походження видів шляхом природного добору. Концепція еволюційного розвитку суспільства близька до концепції історичного прогресу (див. Прогресу історичного теорія). В основі еволюціонізму лежить припущення, що розвиток – ускладнення існуючих форм – проходить через послідовні фази, жодна з яких не може бути пропущена. Еволюційний розвиток – це процес поступовий і причинно-наслідковий (див. Історичний детермінізм). Відгалуженнями еволюціонізму в суспільних науках є соціал-дарвінізм, органіцизм, органічна школа. Загальною установкою еволюційного підходу до розгляду соціального життя є інтерпретування останнього як арени безперервних конфліктів, зіткнень між індивідами, групами, суспільствами, рухами, інститутами, звичаями. Ця установка випливає з ідеї, що головним механізмом, рушійною силою історичного поступу є боротьба за існування різних проявів волі до життя.
Починаючи з 2-ї половини 19 ст., майже всі західні теорії історичного та суспільного розвитку, зокрема теорії військового і промислового суспільства (Г. Спенсер), громади й суспільства (німецький соціолог Ф. Тьонніс), статусного і контрактного суспільства (Г. Мен), механічної та органічної солідарності (Е. Дюркгейм), народного і міського суспільства (американський етнограф Р. Редфілд), утворення первісної культури (англійський етнограф Е.-Б. Тайлор), розвивалися під впливом ідей еволюціонізму. Духові еволюціонізму були близькі: расова теорія, елітаризму підхід в історичній науці, аграризм, соціалізм, фашизм. Як науковий метод історичного пізнання еволюціонізм критикувався, зокрема, марксизмом, неокантіанством, позитивізмом (див. Марксизм в історичній науці, Неокантіанство в історичній науці, Позитивізм в історичній науці). Наприкінці 19 ст. в Німеччині та Австро-Угорщині поширився напрям, який визнавав еволюційну боротьбу, але заперечував існування прогресу (Ф. Тьонніс, Л. Гумплович, Г. Ратценгофер). На початку 20 ст. класичний еволюціонізм вичерпав свій евристичний потенціал.

## Неоеволюціонізм
Поновлення інтересу до Е. в і.н. відбулося в 1950-х рр. під впливом нових відкриттів у природничих науках, зокрема в біології та космології, а дещо пізніше – у нелінійній термодинаміці. Поширились уявлення про те, що суспільство і культура – це складові ноосфери, яка, у свою чергу, є етапом – локалізованим у просторі й часі – загальної світової еволюції. Проте, враховуючи минулий досвід, еволюціонізм в історичному пізнанні зосередився на дослідженнях розвитку окремих цивілізацій і культур, а не людства в цілому, і не акцентував увагу на проблемах, пов'язаних з ідеєю загального прогресу. Найвідоміші представники неоеволюціонізму – Т. Парсонс, Л. Вайт, Г. і Дж. Ленські. Від 1980-х рр. Е. в і.н. найбільш успішно розвивається в антропології історичній.